# Liste der denkmalgeschützten Objekte in Spiss (Tirol)
Die Liste der denkmalgeschützten Objekte in Spiss enthält die 6 denkmalgeschützten, unbeweglichen Objekte der Gemeinde Spiss im Bezirk Landeck.

## Denkmäler
| Foto |                 | Denkmal                                                                                | Standort                                | Beschreibung | Metadaten |
| ---- | --------------- | -------------------------------------------------------------------------------------- | --------------------------------------- | --- | --- |
| ja   | Datei hochladen | Widum Spiss und Scheune HERIS-ID: 55900 Objekt-ID: 64802 TKK: 23771                    | Spiss 1 Standort KG: Spiss              | Der Widum wurde 1727 erbaut. | BDA-Hist.: Q38068644 Status: § 2a Stand der BDA-Liste: 2025-06-30 Name: Widum Spiss und Scheune GstNr.: 216/1, 216/4 Widum (Spiss, Tirol)           |
| ja   | Datei hochladen | Kath. Filialkirche hl. Johannes der Täufer HERIS-ID: 55902 Objekt-ID: 64804 TKK: 23770 | Spiss 3, in der Nähe Standort KG: Spiss | Die schlichte Barockkirche wurde von 1777 bis 1778 errichtet. Die Apsis wurde nach einem Brand im Jahr 1838 erneuert.                                                                                     | BDA-Hist.: Q1232609 Status: § 2a Stand der BDA-Liste: 2025-06-30 Name: Kath. Filialkirche hl. Johannes der Täufer GstNr.: 205 Expositurkirche Spiss |
| ja   | Datei hochladen | Friedhof hl. Johannes der Täufer HERIS-ID: 78728 Objekt-ID: 92393 TKK: 130329          | gegenüber Spiss 3 Standort KG: Spiss    | Der Friedhof umschließt die Filialkirche von Spiss. | BDA-Hist.: Q38152807 Status: § 2a Stand der BDA-Liste: 2025-06-30 Name: Friedhof hl. Johannes der Täufer GstNr.: 205 Friedhof Spiss                 |
| ja   | Datei hochladen | Kriegerdenkmal Spiss HERIS-ID: 78729 Objekt-ID: 92394 TKK: 23748                       | Spiss Standort KG: Spiss                | Das Kriegerdenkmal auf der Nordseite des Friedhofs, wurde 1957 von Robert Ehart geschaffen. | BDA-Hist.: Q38152815 Status: § 2a Stand der BDA-Liste: 2025-06-30 Name: Kriegerdenkmal Spiss GstNr.: 205 Kriegerdenkmal (Spiss, Tirol)              |
| ja   | Datei hochladen | Kapelle hl. Martin HERIS-ID: 55901 Objekt-ID: 64803 TKK: 23765                         | neben Spiss 37 Standort KG: Spiss       | Die Kapelle wurde im Jahre 1838 geweiht und von 1843 bis 1874 hatte sie die Funktion einer Expositurkirche. Nach einem Brand im Jahr 1859 wurde die Kapelle erneuert.                                     | BDA-Hist.: Q1728387 Status: § 2a Stand der BDA-Liste: 2025-06-30 Name: Kapelle hl. Martin GstNr.: 23 Kapelle Gstalda                                |
| ja   | Datei hochladen | Spisseggerkapelle HERIS-ID: 78739 Objekt-ID: 92404 TKK: 23766                          | Standort KG: Spiss                      | Die Kapelle wurde zu Ehren der schmerzhaften Muttergottes erbaut. Sie wurde vor 1817 erbaut und befindet sich am alten Saumweg von Spiss nach Samnaun, der erst 1912 von einer Fahrstraße abgelöst wurde. | BDA-Hist.: Q38152844 Status: § 2a Stand der BDA-Liste: 2025-06-30 Name: Spisseggerkapelle GstNr.: 133 Spisseggerkapelle                             |